# 弗里德里希·奥古斯特·卡鲁斯
弗里德里希·奥古斯特·卡鲁斯（Friedrich August Carus，1770年4月26日—1807年2月6日），德国哲学家。他是著名外科醫生Ernst August Carus (1797–1854) 的父亲。 
1788年到1793年期間，他在莱比锡大學和哥廷根大學攻讀哲学和神学。1796年，他成為莱比锡大學的哲学副教授。1805 年，他升任為教授。在莱比锡大學裡，他於大学教堂擔任传教士 ( Frühprediger )。 他受到伊曼纽尔·康德和弗里德里希·海因里希·雅可比著作所影响，成為了哲學家。他去世后，他的哲学、心理学、神学和历史著作由费迪南德·哥特尔夫·汉德（ Ferdinand Gotthelf Hand ）和约翰·大卫·戈德霍恩（Johann David Goldhorn）以“ Nachgelassene Werke ”（1808-10 年）的名義出版，總共七卷。 

## 參看
- 哲學
- 心理學